# Saizo Saito
Saizo Saito (斎藤 才三, Saito Saizo, Osaka, 24 september 1908 – 2004) was een Japans voetballer die als doelman speelde.

## Clubcarrière
Saito speelde voor Kwangaku Club. Saito veroverde er in 1929 de Beker van de keizer.

## Japans voetbalelftal
Saizo Saito maakte op 25 mei 1930 zijn debuut in het Japans voetbalelftal tijdens een Spelen van het Verre Oosten tegen Filipijnen. Saizo Saito debuteerde in 1930 in het Japans nationaal elftal en speelde 2 interlands.

## Statistieken
| Japans voetbalelftal | Japans voetbalelftal | Japans voetbalelftal |
| Jaar                 | Wed.                 | Dlp.                 |
| -------------------- | -------------------- | -------------------- |
| 1930                 | 2                    | 0                    |
| Totaal               | 2                    | 0                    |